# Hypomolis roseicincta
Hypomolis roseicincta là một loài bướm đêm thuộc phân họ Arctiinae, họ Erebidae.